# Pàsies
Pàsies (en grec antic: Πασίας, llatí: Pasias) fou un destacat pintor de l'antiga Grècia que va viure al segle iii aC, cap al 220 aC. Va ser deixeble d'Erígon, l'ajudant de Nealces, i seguia les tendències de l'escola de Sició. Era germà de l'escultor Egineta.